# Robbie Basho
Daniel L. Robinson, Jr, conosciuto con il nome d'arte di Robbie Bǎsho (31 agosto 1940 – 28 febbraio 1986), è stato un cantautore e chitarrista statunitense di musica folk, tra i pionieri dell'uso della chitarra folk negli Stati Uniti.

## Biografia
Nacque a Baltimora, Maryland, e rimase orfano da piccolo. Adottato dalla famiglia Robinson frequentò la scuola cattolica dell'Arcidiocesi di Baltimora, poi studiò al College dell'Università del Maryland. Sebbene suonasse la tromba e cantasse nel coro della scuola, durante gli anni del liceo crebbe il suo interesse per la chitarra, come risultato della sua amicizia con altri studenti, John Fahey, Ed Denson e Max Ochs. Nel 1959, acquistò la sua prima chitarra e si immerse nell'arte e nella cultura dell'Asia. Più o meno in quel periodo dopo un periodo trascorso nelle montagne ad assumere grosse quantità di peyote, usanza tipica delle tribù amerindie, si cambiò il nome in Basho, in onore del poeta giapponese, Matsuo Bashō, del quale credeva essere la reincarnazione
Nel 1965 pubblicò il suo primo album per la Takoma Records dal titolo The Seal of the Blue Lotus.
Basho vedeva la chitarra steel come uno strumento da concerto e intendeva creare un sistema raga americano. In un'intervista radiofonica del 1974, in occasione del lancio dell'album Zarthus, discusse la sua musica in dettaglio. Descrisse come avesse attraversato diversi "periodi" relativi alla filosofia e alla musica, tra cui quello giapponese, quello hindi e quello nativo- americano. Zarthus rappresentò il culmine del suo periodo persiano. Basho affermò il suo desiderio, assieme a John Fahey e Leo Kottke, di portare la steel guitar a livello di uno strumento da concerto. Ammetteva che la chitarra classica con corde di nylon fosse adatta a "canzoni d'amore", ma quella steel poteva secondo lui comunicare "il fuoco".
Basho attribuiva il proprio interesse per la musica indiana all'ascolto di Ravi Shankar, che incontrò nel 1962.
Basho morì improvvisamente a 45 anni per un banale incidente durante una manovra chiropratica, quando un colpo di frusta intenzionale causò la rottura di un vaso sanguigno del collo, con conseguente ictus fatale.

## Stile chitarristico
L'abile tecnica chitarristica del fingerpicking di Robbie Basho era ampiamente influenzata dal suono del sarod, e dalle lezioni che prese dal virtuoso indiano Ali Akbar Khan. Usava un'insolita accordatura “aperta” con diverse varianti in "Do aperto" (Do-Sol-Do-Sol-Do-Mi) e usava una chitarra 12-corde, per ricreare il bordone caratteristico della musica classica indiana. Le melodie chitarristiche di Basho erano spesso create usando modi e scale orientali, ma la sua opera contiene un'ampia varietà di altre influenze, dalla musica classica europea al blues e alle ballate americane.

## Discografia

### Album
- 1965 The Seal of the Blue Lotus (Takoma)
- 1966 The Grail and the Lotus (Takoma)
- 1966 Various Artists: Contemporary Guitar (Takoma)
- 1967 Basho Sings (Takoma)
- 1967 The Falconer's Arm I (Takoma)
- 1967 The Falconer's Arm II (Takoma)
- 1969 Venus in Cancer (Blue Thumb Records)
- 1971 Song of the Stallion (Takoma)
- 1972 The Voice of the Eagle (Vanguard)
- 1974 Zarthus (Vanguard)
- 1978 Visions of the Country (Windham Hill)
- 1979 Art of the Acoustic Steel String Guitar 6 & 12 (Windham Hill)
- 1981 Rainbow Thunder: Songs of the American West (Silver Label Recordings)
- 1983 Bouquet, MC (Basho Productions)
- 1984 Twilight Peaks, MC (The Art of Relaxation)

### Raccolte
- 2001 - Bǎshovia (Fantasy Records)